# Nikolas Maes
Nikolas Maes (Kortrijk, 9 april 1986) is een Belgisch voormalig wielrenner die als laatst uitkwam voor Lotto Soudal.

## Carrière
Nikolas Maes werd professional in 2007 en begon zijn carrière bij Chocolade Jacques-Topsport Vlaanderen. 
In 2007 werd hij vijftiende tijdens het nationale kampioenschap in Ronse. Twee jaar later werd hij zesde in Aywaille en won hij de derde etappe in de Vuelta a Burgos. 
In 2010 tekende Maes voor Quick Step waar hij zeven jaar voornamelijk in dienst reed van Tom Boonen in de Vlaamse klassiekers. In de Ronde van Qatar 2011 behaalde hij de witte Jongerentrui. 
In 2015 (Richmond) en 2016 (Qatar) reed hij het Wereld Kampioenschap wegwielrennen. Sinds 2017 reed Maes voor het Belgische Lotto Soudal als gewaardeerde knecht en wegkapitein. In 2017 (Herning) nam hij deel aan het Europese Kampioenschap wegwielrennen. 
Op 25 oktober 2020 maakte hij bekend om een punt achter zijn carrière te zetten na geen nieuw contract te hebben gekregen bij Lotto Soudal. 
In 2021 kroop Maes achter het stuur in de ploegleiderswagen. Hij hielp de veelbelovende Florian Vermeersch naar de tweede plaats in Paris-Roubaix 2021.

## Overwinningen
2009
3e etappe Ronde van Burgos
2011
Jongerenklassement Ronde van Qatar
2012
2e etappe deel B Ronde van de Ain (ploegentijdrit)
2013
Eind- en puntenklassement World Ports Classic

## Resultaten in voornaamste wedstrijden
| Jaar | Ronde van Italië | Ronde van Frankrijk | Ronde van Spanje |
| ---- | ---------------- | ------------------- | ---------------- |
| 2007 |                  |                     |                  |
| 2009 |                  |                     |                  |
| 2010 |                  |                     | 130e             |
| 2011 |                  |                     | 151e             |
| 2012 | 106e             |                     |                  |
| 2013 |                  |                     |                  |
| 2014 |                  |                     | 111e             |
| 2015 |                  |                     | 107e             |
| 2016 |                  |                     |                  |
| 2017 |                  |                     |                  |
| 2018 |                  |                     |                  |
| 2019 |                  |                     |                  |
| 2020 |                  |                     |                  |

| Jaar | Milaan-San Remo | Gent-Wevelgem | Ronde van Vlaanderen | Parijs-Roubaix | Amstel Gold Race | Ronde van Lombardije | Kuurne-Brussel-Kuurne | Parijs-Tours | Dwars door Vlaanderen |  | WK op de weg |  | Wereldranglijsten |
| ---- | --------------- | ------------- | -------------------- | -------------- | ---------------- | -------------------- | --------------------- | ------------ | --------------------- |  | ------------ |  | ----------------- |
| 2007 |                 | opgave        |                      |                |                  |                      | 50e                   |              | 43e                   |  |              |  |                   |
| 2009 |                 | 44e           | 88e                  |                |                  |                      |                       |              |                       |  |              |  |                   |
| 2010 |                 | 37e           |                      | buit.tijd      |                  |                      |                       | 125e         | 65e                   |  |              |  |                   |
| 2011 |                 |               |                      |                |                  |                      | 83e                   | 54e          |                       |  |              |  | 229e (UWT)        |
| 2012 | 83e             | 62e           | opgave               |                |                  |                      | 57e                   | 97e          | 70e                   |  |              |  |                   |
| 2013 |                 |               |                      | 74e            |                  |                      |                       | 49e          | 6e                    |  |              |  | 131e (UWT)        |
| 2014 |                 | 69e           | opgave               | opgave         |                  |                      | 8e                    |              | 46e                   |  |              |  | 196e (UWT)        |
| 2015 |                 | 33e           | 97e                  | 99e            |                  |                      | 77e                   | 102e         | 9e                    |  | opgave       |  | 187e (UWT)        |
| 2016 |                 | 39e           | 107e                 | opgave         |                  |                      | 16e                   | 57e          | 36e                   |  | opgave       |  |                   |
| 2017 |                 | 31e           | opgave               | 18e            |                  |                      | 13e                   | 20e          | 47e                   |  |              |  |                   |
| 2018 | 87e             |               |                      | 29e            | opgave           |                      | 57e                   | 86e          |                       |  |              |  | 302e (UWT)        |
| 2019 | 108e            | 53e           | opgave               | opgave         |                  |                      |                       | 11e          |                       |  |              |  |                   |
| 2020 | 106e            |               |                      |                |                  | opgave               |                       |              |                       |  |              |  |                   |

## Ploegen
- 2006 –  Chocolade Jacques-Topsport Vlaanderen (stagiair vanaf 1-8)
- 2007 –  Chocolade Jacques-Topsport Vlaanderen
- 2008 –  Topsport Vlaanderen
- 2009 –  Topsport Vlaanderen-Mercator
- 2010 –  Quick Step
- 2011 –  Quick Step Cycling Team
- 2012 –  Omega Pharma-Quick-Step
- 2013 –  Omega Pharma-Quick-Step Cycling Team
- 2014 –  Omega Pharma-Quick-Step Cycling Team
- 2015 –  Etixx-Quick Step
- 2016 –  Etixx-Quick Step
- 2017 –  Lotto Soudal
- 2018 –  Lotto Soudal
- 2019 –  Lotto Soudal
- 2020 –  Lotto Soudal

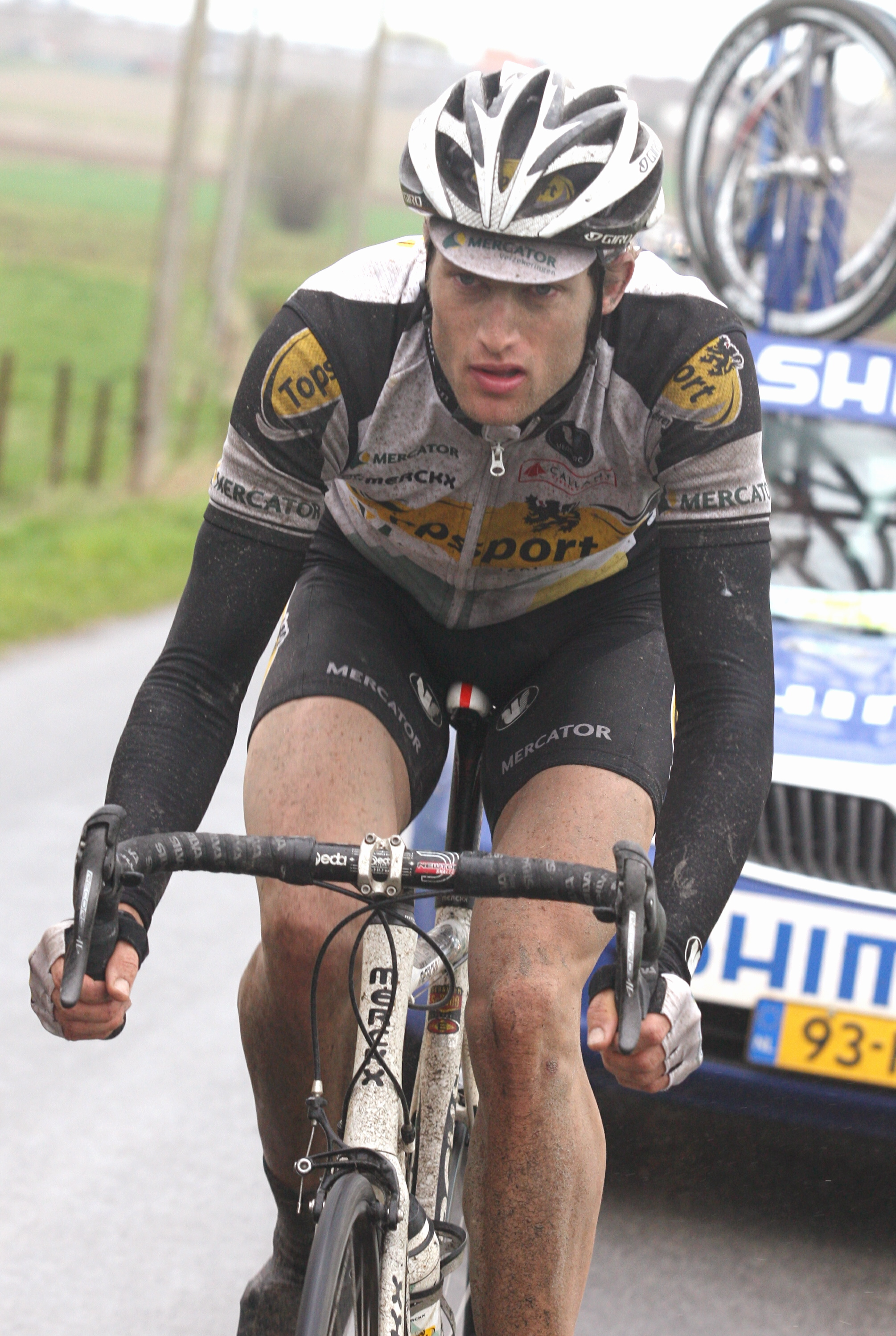
Gent-Wevelgem 2009
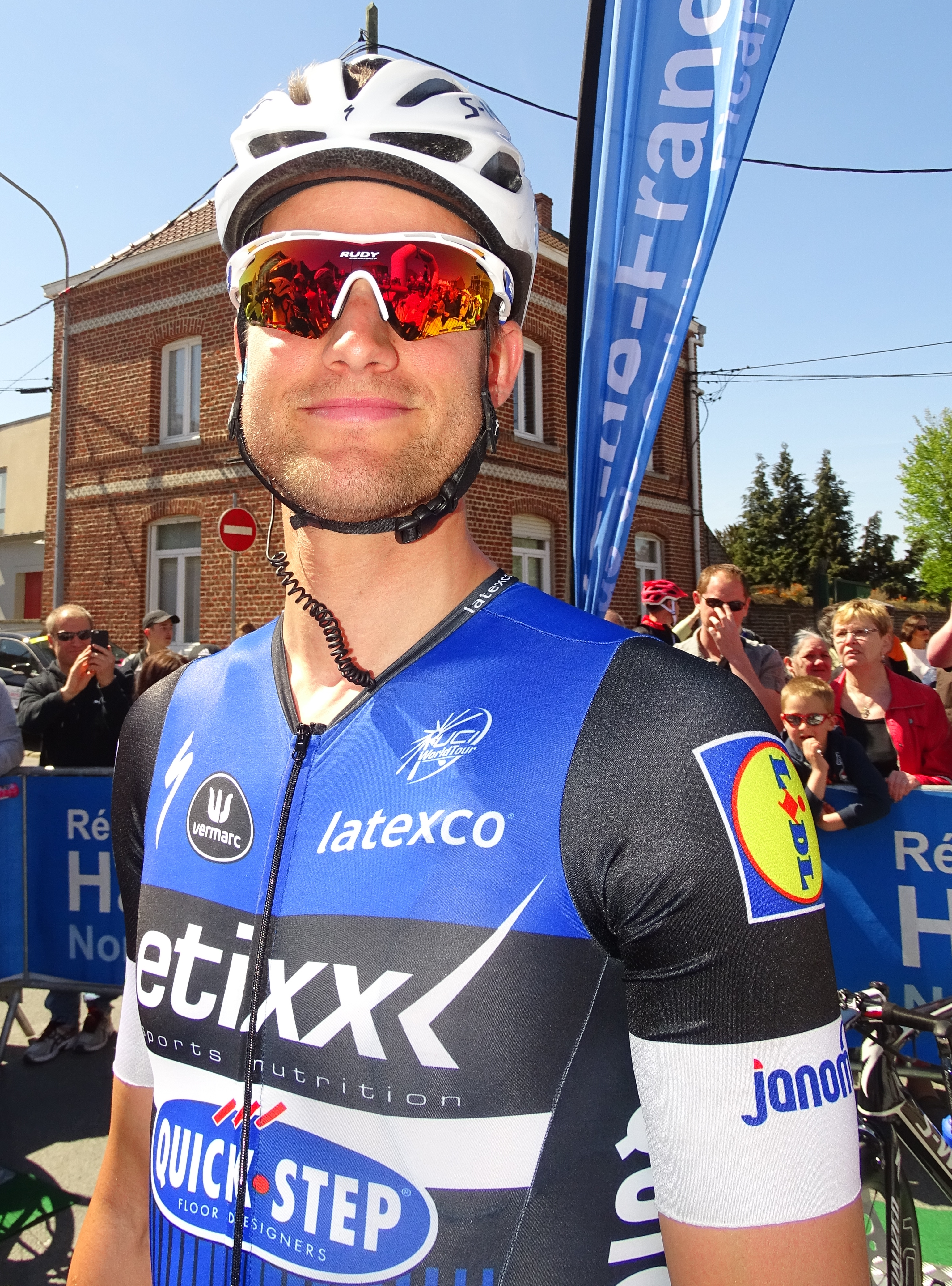
Vierdaagse van Duinkerke 2016
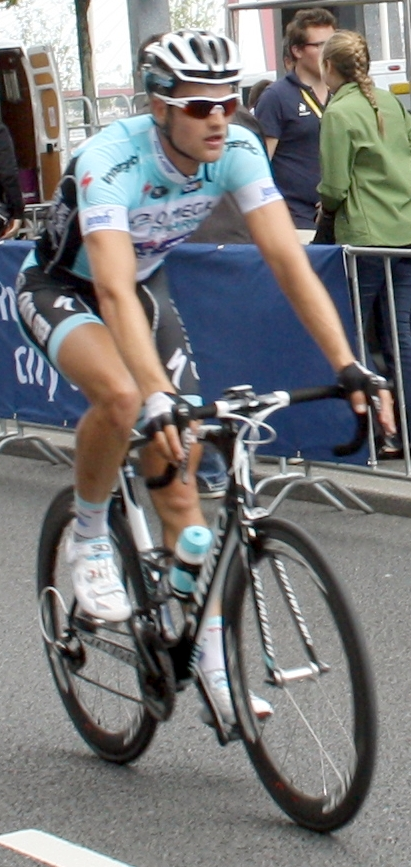
World Ports Classic 2012
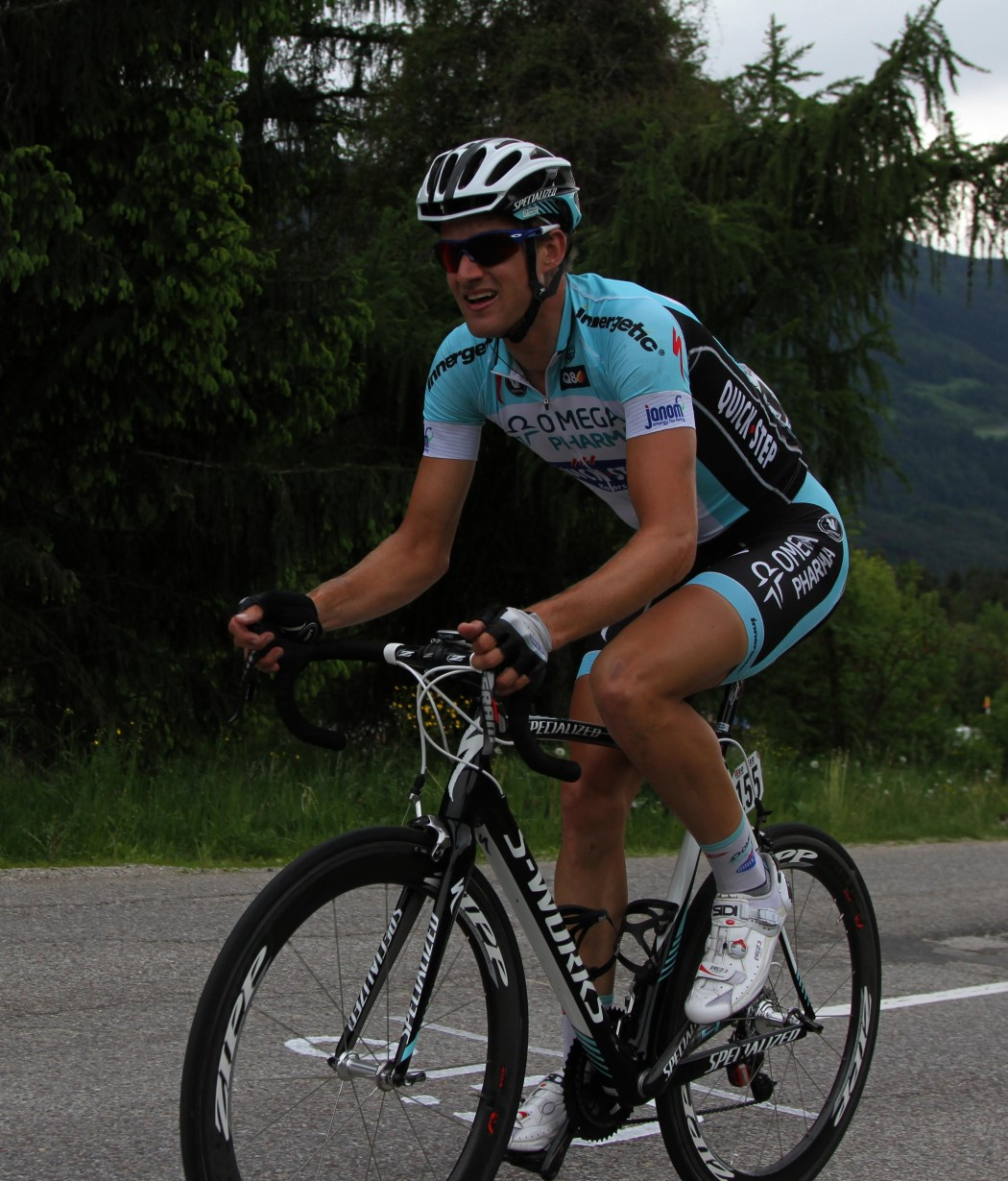
Giro d'Italia 2012
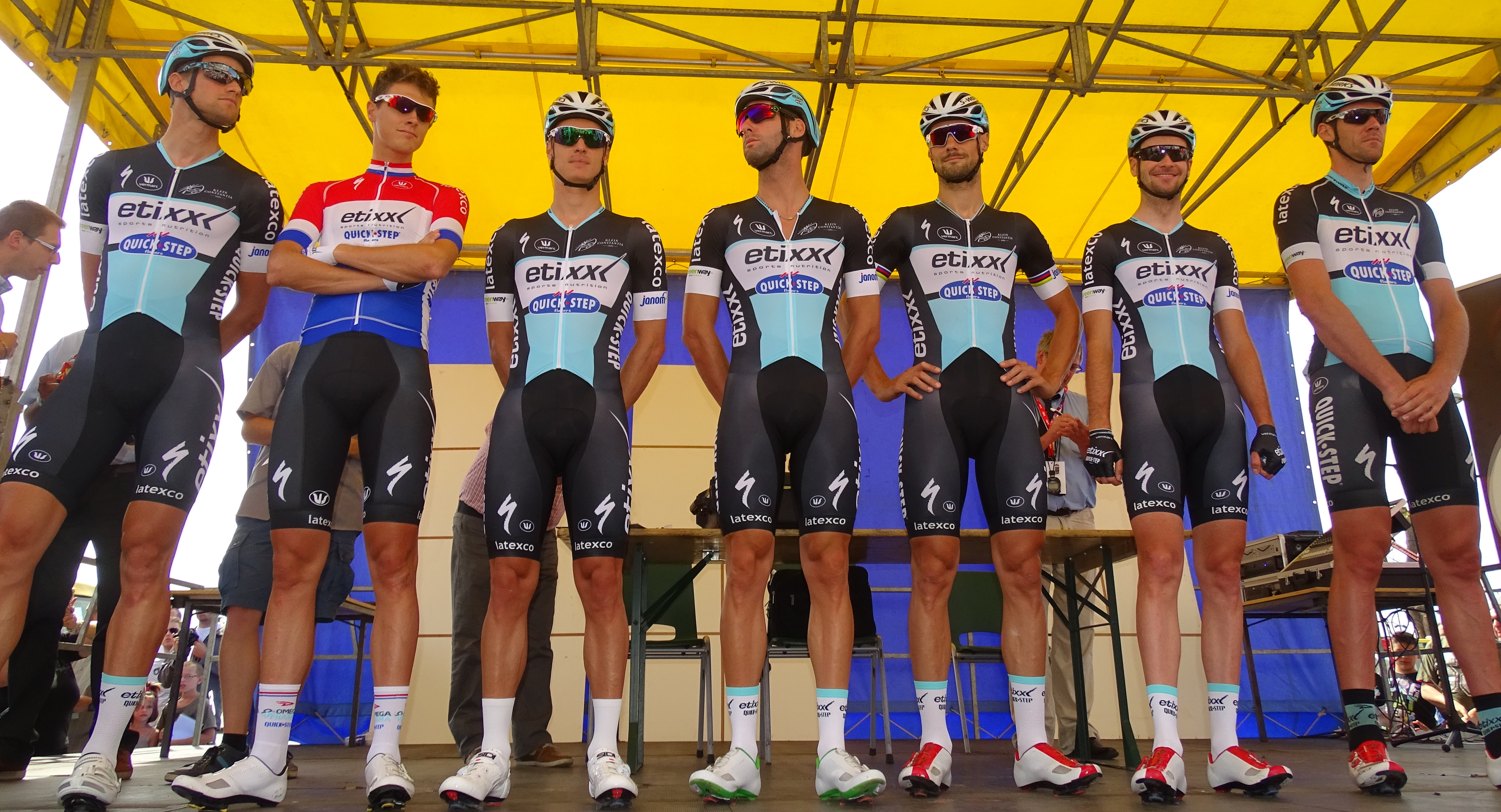
GP Cerami 2015